# Monticello (Missouri)
Pour les articles homonymes, voir Monticello (homonymie).
La ville de Monticello est le siège du comté de Lewis, situé dans l'État du Missouri, aux États-Unis.